# Вьеж-Фати
Вьеж-Фати́ (фр. Wiège-Faty) — коммуна во Франции, находится в регионе Пикардия. Департамент коммуны — Эна. Входит в состав кантона Марль. Округ коммуны — Вервен.
Код INSEE коммуны — 02832.

## Население
Население коммуны на 2010 год составляло 231 человек.
| 1962 | 1968 | 1975 | 1982 | 1990 | 1999 | 2010 |
| ---- | ---- | ---- | ---- | ---- | ---- | ---- |
| 343  | 292  | 214  | 206  | 180  | 200  | 231  |

## Экономика
В 2010 году среди 143 человек трудоспособного возраста (15—64 лет) 94 были экономически активными, 49 — неактивными (показатель активности — 65,7 %, в 1999 году было 64,1 %). Из 94 активных жителей работали 78 человек (45 мужчин и 33 женщины), безработных было 16 (8 мужчин и 8 женщин). Среди 49 неактивных 13 человек были учениками или студентами, 15 — пенсионерами, 21 были неактивными по другим причинам.